# Gabriela Suter

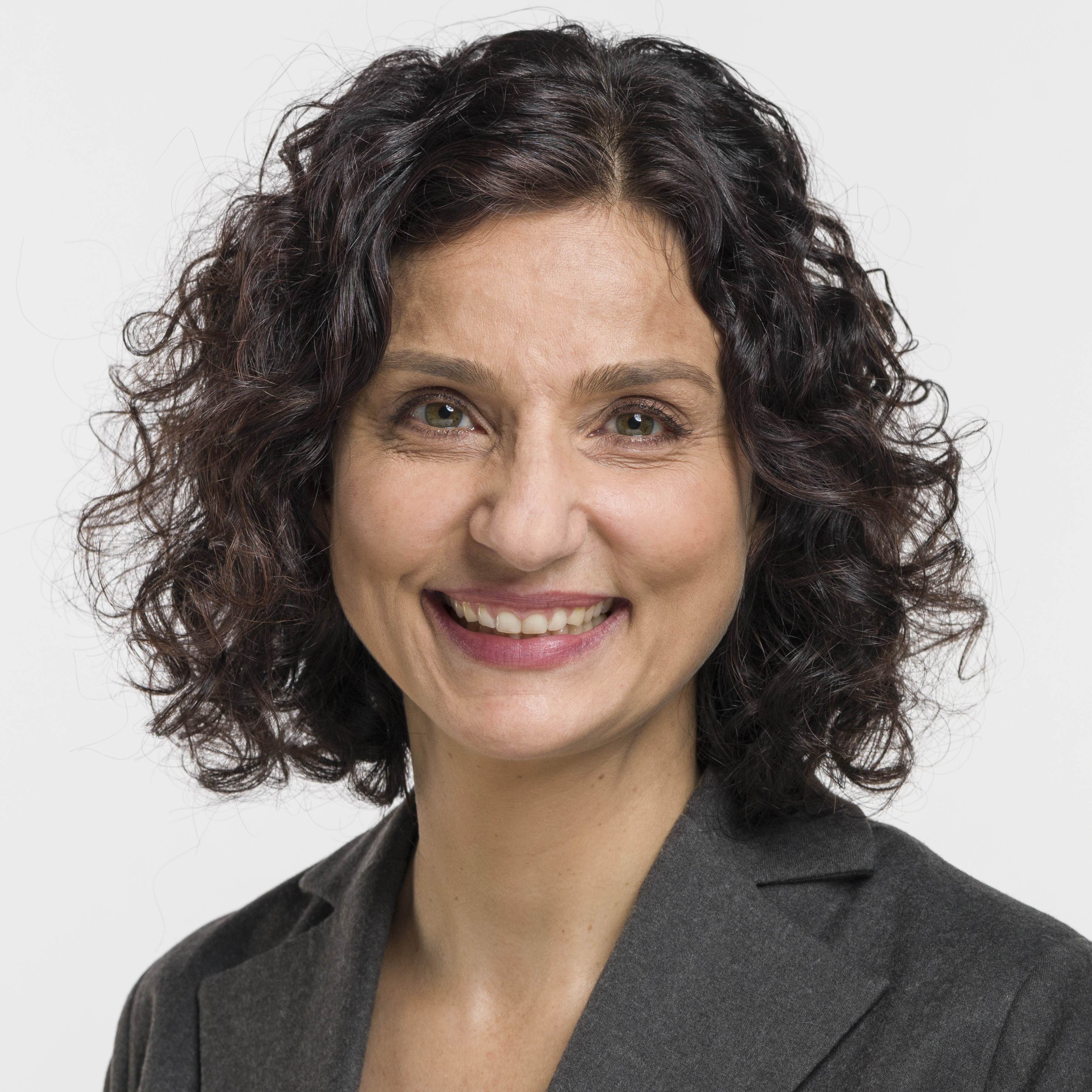
Gabriela Suter (2019)

Gabriela Suter (* 12. Dezember 1972 in Aarau; heimatberechtigt in Schafisheim und Aarau) ist eine Schweizer Politikerin. Sie ist seit 2019 Nationalrätin (SP).

## Politische Laufbahn
Gabriela Suter ist in der Region Lenzburg aufgewachsen. Sie studierte Geschichte und Germanistik an der Universität Zürich und schloss mit dem Lizenziat ab. Ausserdem absolvierte sie das Höhere Lehramt Mittelschulen. Sie arbeitete viele Jahre als Gymnasiallehrerin an der Alten Kantonsschule Aarau. 2017 schloss sie ausserdem ein zusätzliches Masterstudium in Nonprofit und Public Management ab und war als Leiterin Personal sowie stellvertretende Geschäftsführerin in einer Non-Profit-Organisation tätig. Zurzeit (2023) arbeitet sie als selbständige Historikerin mit Schwerpunkt Sozial- und Wirtschaftsgeschichte.
Von 2006 bis 2017 war sie für die SP Einwohnerrätin von Aarau, von 2015 bis 2018 Präsidentin der SP Aarau und von 2018 bis 2022 Präsidentin der SP Kanton Aargau. Im Oktober 2016 wurde sie in den Grossen Rat des Kantons Aargau gewählt, dem sie bis Ende November 2019 angehörte. Sie hatte Einsitz in der Kommission Umwelt, Bau, Verkehr, Energie und Raumordnung. Sie war von 2018 bis 2020 Mitglied der Geschäftsleitung der SP Schweiz. Im Oktober 2019 wurde sie in den Nationalrat gewählt, dort ist sie Mitglied in der Kommission Umwelt, Raumplanung und Energie.
Sie ist seit April 2021 Präsidentin der Lärmliga Schweiz, seit Mai 2021 Vizepräsidentin des Fachverbands für Solarenergie Swissolar und seit Juni 2022 im Vorstand des Wirtschaftsverbands für eine klimataugliche Wirtschaft Swisscleantech.
Suter ist liiert, Mutter von zwei Kindern und lebt in Aarau.